# Marine Delterme
Marine Delterme, née le 18 mars 1970  à Toulouse, est une actrice française. Elle est connue en France pour incarner l'héroïne de la série policière Alice Nevers, le juge est une femme, diffusée par TF1 de 2002 à 2022.

## Biographie

### Jeunesse et mannequinat
Marine Delterme est la fille d'une intendante de lycée et d'un ingénieur qui, à la retraite, s'est intéressé à la restauration de tableaux, ce qui donne très tôt à Marine une sensibilité particulière à l'art.
À 18 ans, repérée sur la plage par une photographe, elle entame une carrière de mannequin. Elle pose pour de grands photographes de mode, tels Peter Lindbergh, Paolo Roversi, Dominique Issermann ou Richard Avedon. Elle tente sa chance à New York, et y vit dans un appartement avec Carla Bruni, sa meilleure amie, avant de revenir en France pour se lancer dans le monde du cinéma, incitée dans cette voie par Valeria Bruni Tedeschi, la sœur de Carla Bruni, qui devient ainsi sa marraine de cinéma.

### Carrière

#### Débuts comme actrice au cinéma (années 1990)
En 1992, Marine Delterme est révélée par un second rôle dans le drame Les Nuits fauves, dont les têtes d'affiche sont Romane Bohringer et Cyril Collard, également réalisateur.
L'année suivante, elle tient le troisième rôle de la comédie d'Alexandre Jardin, Fanfan. Les vedettes du film sont Sophie Marceau et Vincent Perez. Elle est également au casting de la comédie de Gérard Oury, La Soif de l'or, mené par Christian Clavier. Puis en 1994, elle tient un second rôle dans le drame Consentement mutuel, porté par les performances de Richard Berry et Anne Brochet.
L'année 1995 la projette pour la première fois en tête d'affiche : dans Ainsi soient-elles, co-réalisé par Patrick Alessandrin et Lisa Alessandrin, elle a pour partenaires Amira Casar et Florence Thomassin. Le film passe cependant inaperçu. La même année, elle fait partie de la distribution entourant Fabrice Luchini pour la comédie dramatique L'Année Juliette, de Philippe Le Guay.
En tant que tête d'affiche, ses deux projets suivants connaissent une exploitation très confidentielle : l'expérimental Elle, de Valeria Sarmiento, ainsi que la comédie dramatique La Chica ne sortent pas dans les salles françaises.
Elle retourne donc aux seconds rôles : l'année 1996 la voit même participer à un succès, la comédie Les Randonneurs, réalisée par Philippe Harel. Elle poursuit dans ce registre comique en 1997, en faisant partie du casting choral du Déménagement, écrit et réalisé par Olivier Doran. En 1998, elle fait partie de la distribution internationale de la satire Michael Kael contre la World News Company, écrite et portée par Benoît Delépine.

#### Passage à la télévision (années 2000)
Elle revient au drame à l'approche des années 2000 : d'abord grâce à des petits rôles dans le drame Le Temps retrouvé, de Raoul Ruiz ; puis la co-production franco-américaine Vatel de Roland Joffé, où elle prête ses traits à Madame de Montespan. Elle s'essaie aussi à la télévision en apparaissant dans un épisode de la série française Vertiges. Enfin, elle est pour la quatrième et dernière fois tête d'affiche en menant le drame Te quiero, de Manuel Poirier, qui lui permet de jouer les femmes fatales, et sort discrètement en 2001.
En 2002, elle retrouve Vincent Perez, cette fois comme réalisateur, pour un second rôle dans son drame Peau d'ange. La même année, elle tient le premier rôle féminin du drame italien Le Conseil d'Égypte. Le film ne sortira en France que six ans plus tard, dans quelques salles.
Entre-temps, l'actrice est passée à la télévision : à partir de 2002, elle prête ses traits à Alice Nevers, succédant à Florence Pernel dans la série policière de TF1 Le juge est une femme. La fiction est alors renommée Alice Nevers, le juge est une femme.
Entre deux saisons de la série, elle tient les premiers rôles féminins de plusieurs téléfilms : en 2005, le drame Secondes chances, où elle a pour partenaire Samy Naceri ; en 2007, le polar Le Vrai Coupable, réalisé par Francis Huster, qui tient aussi le premier rôle. En 2008, elle donne la réplique à Jeanne Moreau et Géraldine Pailhas pour la fiction historique Château en Suède, mise en scène par Josée Dayan. La même année, elle joue dans une mini-série retraçant la vie de Coco Chanel. Enfin, en 2009, elle revient au cinéma pour un second rôle dans la comédie noire Trésor, dernière réalisation de Claude Berri.

#### Progression discrète (années 2010)

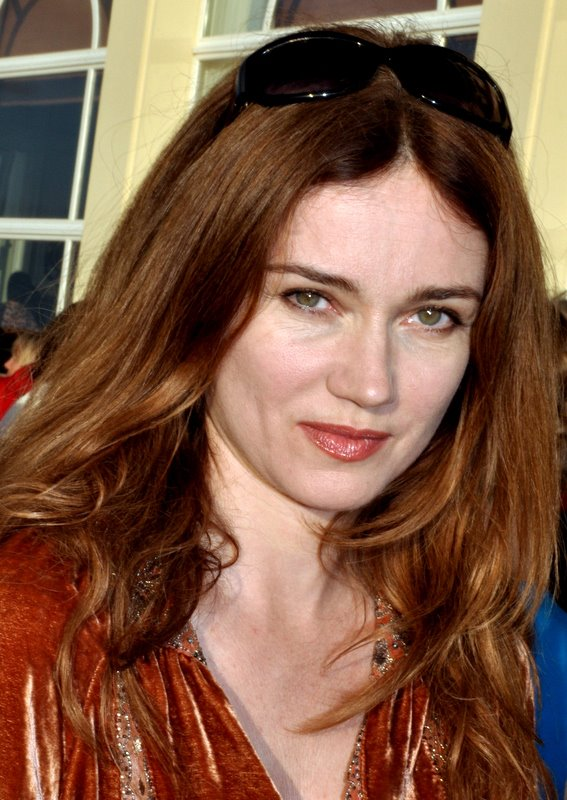
L'actrice au festival de Cabourg 2012, pour la présentation de Paris-Manhattan.

Durant les années 2010, elle se consacre quasi-exclusivement au tournage de sa série à succès Alice Nevers, le juge est une femme.
Parmi les exceptions : une participation à la comédie cinématographique Paris-Manhattan, portée par Alice Taglioni ; en 2013, elle incarne l'héroïne du téléfilm Berthe Morisot, de Caroline Champetier, consacré à l'artiste peintre Berthe Morisot. Puis en 2016, elle partage l'affiche de la romance champêtre de TF1, Le mec de la tombe d'à côté, avec Pascal Elbé
Parallèlement à la comédie, elle se consacre à la sculpture (visage, monumentale, animaux) et participe à plusieurs expositions à Paris et une à New York.

#### Carrière américaine (années 2020)
En 2022, elle s'installe aux Etats-Unis pour suivre son mari, Florian Zeller, dont le film The Father a gagné deux Oscars en 2021. Comme elle le raconte à Vanity Fair, elle va alors tenter sa chance en passant un casting pour une prestigieuse série HBO, ce qui lui donnera l'opportunité de tourner "avec les plus grands". Elle se retrouve ainsi en 2024 dans Le Sympathisant, réalisé par Park Chan-Wook, aux côtés de Robert Downey Junior.
Elle signe dans la foulée avec l'une des plus prestigieuses agences artistiques d'Hollywood, WME.

### Vie privée
Le 2 février 2008, elle est l'une des deux témoins de Carla Bruni lors de son mariage avec Nicolas Sarkozy, le second témoin étant son amie Farida Khelfa.
Elle est la mère de Gabriel, né en 1998, dont le père est l'acteur suisse Jean-Philippe Écoffey, et de Roman né en décembre 2008, dont le père est l'écrivain Florian Zeller, qu'elle a épousé le 5 juin 2010.

## Filmographie

### Cinéma

#### Longs métrages
- 1992 : Novembre (Listopad), de Łukasz Karwowski (en) : Sara
- 1992 : Les Nuits fauves, de Cyril Collard : Sylvie
- 1993 : Fanfan, d'Alexandre Jardin : Laure
- 1993 : La Soif de l'or, de Gérard Oury : Laurence
- 1994 : Consentement mutuel, de Bernard Stora : Ingrid
- 1995 : Ainsi soient-elles de Patrick Alessandrin et Lisa Alessandrin : Marie
- 1995 : L'Année Juliette, de Philippe Le Guay : Magali
- 1995 : Chacun cherche son chat, de Cédric Klapisch : le mannequin
- 1995 : Elle, de Valeria Sarmiento : Delia
- 1996 : La Chica, de Bruno Gantillon : Julie
- 1996 : Les Randonneurs, de Philippe Harel : Bernadette
- 1997 : Le Déménagement de Olivier Doran : Lea
- 1997 : Michael Kael contre la World News Company, de Christophe Smith : Paola Maertens
- 1999 : Le Temps retrouvé de Raoul Ruiz : une amie de Morel
- 2000 : Vatel de Roland Joffé : Athenaïs de Montespan
- 2000 : Te quiero de Manuel Poirier : Sylvia
- 2001 : Peau d'ange de Vincent Perez : Mme Faivre
- 2002 : Le Conseil d'Égypte (Il Consiglio d'Egitto) de Emidio Greco : Countess Regalpetra
- 2009 : Trésor de Claude Berri : Florianne
- 2012 : Paris-Manhattan de Sophie Lellouche : Hélène

#### Courts métrages
- 1992 : Tendres intrus de Romain Baboeuf
- 1994 : Tina et le revolver de Romain Baboeuf
- 1994 : 3000 scénarios contre un virus de Patrice Cazes : La Teuf d'enfer,

### Télévision

#### Téléfilms
- 1994 : Le Travail du furet de Bruno Gantillon : Lilas
- 2005 : Seconde Chance de Miguel Courtois : Laura
- 2006 : Le Vrai Coupable de Francis Huster : Lisa Maurier
- 2008 : Château en Suède de Josée Dayan : Ophélie
- 2013 : Berthe Morisot de Caroline Champetier : Berthe Morisot
- 2016 : Le Mec de la tombe d'à côté d'Agnès Obadia : Louise
- 2021 : Loin de chez moi de Frédéric Forestier : Victoire Thierry

#### Séries télévisées
- 2002-2022 : Alice Nevers, le juge est une femme : Alice Nevers
- 2008 : Coco Chanel : Émilienne d'Alençon (mini-série)
- 2020 : Section de recherches : Alice Nevers (double épisode Par amour)
- 2021 : Manipulations : Maud Bachelet
- 2023 : Le Sympathisant de Park Chan-wook

### Publicité
- 1988 : Publicité pour soutien-gorge Scandale .
- 1989 : Publicité pour la Renault 19[9] ;

### Clip
- 1995 : J'suis quand même là, clip vidéo de Patrick Bruel.

### Émission de télévision
- 2016 : La Parenthèse inattendue, émission de télévision présentée par Frédéric Lopez avec Smaïn et Yoann Fréget.

## Théâtre
- 1995 : Les Abîmés de Michaël Cohen, TDN de Nice.
- 2005 : Le Manège de Florian Zeller, mise en scène Nicolas Briançon, Petit Montparnasse
- 2011 : The girl on the sofa de Florian Zeller, Ciné 13 Théâtre avec Nicolas Vaude et Chloé Lambert